# Ofensiva de Tijvin
La Ofensiva de Tijvin fue una operación militar emprendida por el ejército alemán en octubre de 1941 durante la Segunda Guerra Mundial en el transcurso de la Operación Barbarroja. La ofensiva, desarrollada íntegramente alrededor del río Vóljov, fue planteada por Adolf Hitler con el objetivo prioritario de cortar las rutas de suministro que abastecían Leningrado. Adicionalmente, el alto mando alemán pretendía que el despliegue de tropas en la región cubriera el flanco norte de la ofensiva paralela que el Tercer Reich estaba lanzando hacia Moscú en esos momentos y que enlazara además con las fuerzas aliadas de Finlandia. Las potentes contraofensivas soviéticas, sumadas al desgaste acumulado del ejército alemán y a la sobreextensión de su red logística, desembocaron en el colapso del Grupo de Ejércitos Norte y en la retirada alemana del suelo ocupado en la sucesión de combates.
La victoria de los soviéticos en Tijvin supuso su primera contraofensiva exitosa en el sector y permitió a Leningrado seguir resistiendo en el que sería el uno de los sitios más cruentos de la historia. El Grupo de Ejércitos Norte alemán ya no ejecutaría en adelante ninguna otra ofensiva en la región, quedando relegado a un papel defensivo.

## Contexto
La Operación Barbarroja, el nombre que recibió el plan alemán para invadir la Unión Soviética en el verano de 1941, se concibió como una ofensiva hacia el este en tres direcciones: Leningrado, Moscú y Kiev. Para ello Alemania dedicó un Grupo de Ejércitos destinado a cada eje: Norte, Centro y Sur. Cuatro días después se sumaría a la ofensiva alemana Finlandia, en respuesta a unos bombardeos preventivos soviéticos y con la intención de recuperar el suelo perdido en la Guerra de Invierno de 1939-1940.
El Grupo de Ejércitos Norte («Heeresgruppe Nord»), compuesto por tres Ejércitos (4.º Panzer, 16.º y 18.º), no obstante ser el menor de los tres, consiguió en una sucesión de rápidos avances por el báltico llegar a las puertas de Leningrado en septiembre. Tras la toma de Schlüsselburg, el 8 de septiembre, la ciudad, acosada por finlandeses y alemanes, había quedado separada del resto de la Unión Soviética, manteniendo como único enlace las aguas del lago de Ládoga. Aunque Leningrado, cuna de la Revolución de Octubre, era a ojos del nazismo un importante objetivo simbólico que había de ser destruido, los alemanes se encontraron a la llegada del otoño debilitados e incapaces de asaltarla, con un enemigo que se negaba a rendirse y todavía abastecido tanto por aire como a través del Ládoga.

## Ofensiva alemana
Tras los avances alemanes a lo largo del verano del 41 y con la batalla de Kiev en pleno transcurso, Hitler dictó el 6 de septiembre la Directiva N.º 35, en la que se describía tanto su plan de avance hacia Moscú  como los planes para el Grupo de Ejércitos Norte, que debía avanzar hacia al este para alcanzar estos dos objetivos:

3. [...] Aislar la región operacional de Leningrado del sector situado a lo largo del curso bajo del Vóljov. [...] Enlazar con el Ejército de Carelia en el río Svir después de que las fuerzas enemigas en la región de Leningrado hayan sido destruidas.
4. [...]  Asegurar la protección del flanco norte del avance del Grupo de Ejércitos Centro, además de en el avance, a ambos lados del lago Ilmen, para enlazar con el Ejército de Carelia.
Directiva N.º 35, Adolf Hitler

Los nuevos objetivos dados al Grupo de Ejércitos Norte, que acababa de ceder al Grupo de Ejércitos Centro su 4.º Ejército Panzer y al VIII. Fliegerkorps para contribuir con la ofensiva hacia Moscú, causaron una crisis entre Hitler y el mariscal de campo von Leeb, responsable del Heeresgruppe Nord, quien se opuso en un primer momento a emprender una nueva ofensiva hacia el este con sus fuerzas mermadas y en circunstancias que a su juicio eran desfavorables para los alemanes. La ofensiva iba a tener lugar en un territorio cubierto en un 60% por pantanos y en una temporada en la que previsiblemente habría nieves y deshielos embarradores. A todos estos inconvenientes se habría de sumar la pérdida del apoyo finlandés a la Wehrmacht, ya que tras el avance inicial del mariscal Mannerheim, que había devuelto la frontera finlandesa a su estado anterior a la Guerra de Invierno, Finlandia había pasado a la defensiva e incluso iniciado un proceso de desmovilizacion.
Von Leeb propuso en su lugar una acción para destruir la cabeza de puente de Oranienbaum, al oeste de Leningrado, y también un avance hasta el Ladoga, siguiendo el cauce del Vóljov, para cortar el suministro a Leningrado y destruir al 54.º Ejército soviético. Este segundo plan fue rechazado por Hitler, que ordenó en su lugar tomar Tijvin, girando al noroeste, tras ser tomada esta ciudad, en dirección a Vóljov, hasta llegar al lago de Ladoga. A continuación, si las circunstancias lo permitían, se debía avanzar hasta la frontera finlandesa en Carelia. Franz Halder, jefe del estado mayor del ejército alemán, valoró en su diario al plan como «¡Pura fantasía!».
Para compensar las unidades cedidas y las pérdidas sufridas desde junio se acordó el envío a lo largo del otoño de divisiones frescas de retaguardia. Así, desde la Francia ocupada se transfirió al Grupo de Ejércitos Norte a las 212.ª, 215.ª, 223.ª, 227.ª divisiones de infantería, aprovechando la presencia de ancho ferroviario continental en los países bálticos; y desde Bielorrusia a la 250.ª (la «División Azul» española), aprovechando que pasaba cerca de un enlace ferroviario con Nóvgorod.

### Agrupación von Roques

Plan original alemán simplificado (primera fase)
• A: Plan de von Roques
• B: Propuesta inicial de von Leeb
• C: Avance a Tijvin

Con el objeto de efectuar un avance hacia el este del Ilmen para cubrir el flanco norte del eje hacia Moscú, se formó en octubre una unidad ad hoc («kampfgruppe» en terminología alemana) compuesta principalmente por las 126.ª y 250.ª divisiones de infantería más parte de la 18.ª división de infantería motorizada. Dicha agrupación fue otorgada a Franz von Roques, entonces responsable de la retaguardia del Grupo de Ejércitos Norte.
La maniobra planeada para dicha agrupación consistía en un fuerte avance en dos ejes: Málaya Víshera al norte y, más al sur, la ruta que cruzaba el río Msta al este de Nóvgorod. Ambos avances se unirían al este con el objetivo final de alcanzar la ciudad de Borovichí. Para ello se inició el 16 de octubre el asalto principal a través del Vóljov en la zona de Grúzino y el 19, más al sur, en Udarnik, por efectivos de la División Azul. Mientras que el asalto principal servía tanto para abrir la ruta hacia Tijvin como hacia Málaya Víshera, el asalto por Udarnik cumplía la función de atraer al máximo número de fuerzas soviéticas con el fin de dejar vía libre al planeado cruce del Vóljov desde la ciudad de Nóvgorod por el grueso de la 250.ª división de infantería.
Aunque los avances en las cabezas de puente fueron inicialmente rápidos, pronto comenzaron a atraer contragolpes soviéticos. El 27 de octubre, al este de Málaya Víshera, se detuvo el avance alemán hacia el este. Dos días más tarde, el avance de distracción de la División Azul, desprovisto de apoyo pesado en sus asaltos, fue detenido ante la férrea resistencia soviética. El 1 de noviembre, debido a los crecientes problemas encontrados, se redujo el alcance de la ofensiva, quedando el río Msta como nuevo objetivo final. Pese a ello, el problemático avance que se estaba dando hacia Tijvin en esos momentos y la fuerte resistencia soviética encontrada, obligaron a que la Agrupación von Roques cediera a la 18.ª motorizada para ayudar al avance hacia Tijvin y a la 126.ª división de infantería para mantener las defensas de Málaya Víshera. El 6 de noviembre llegó a von Roques la orden de cancelar el esperado asalto desde Nóvgorod y pasar totalmente a la defensiva. La agrupación fue disuelta el 14 de noviembre, devolviendo sus unidades al XXXVIII Cuerpo de Friedrich-Wilhelm von Chappuis y legando unas posiciones en la cabeza de puente difíciles de mantener.

### Avance a Tijvin
Tras la toma de Grúzino por las 21.ª y 126.ª divisiones y después de cuatro días de combates en un terreno difícil, la 12.ª división panzer y la 20.ª motorizada, ambas parte del XXXIX Cuerpo Motorizado del general Rudolf Schmidt, se lanzaron en un avance hacia Budogosh causando una brecha entre los 4.º y 52.º ejércitos soviéticos, separados ahora por la carretera hacia Tijvin. El rápido retroceso del 52.º condensó días después en una fuerte amonestación de Aleksandr Vasilevski, segundo al mando del Estado Mayor soviético, al general Klykov y forzó a la Stavka a reforzar a ambos ejércitos. El 23 de octubre los alemanes tomarían Budogosh. La toma fue contestada por la Stavka ordenando, el 26 de octubre, a los 4.º y 52.º ejércitos a iniciar un contraataque hacia la carretera de Tijvin, con el objetivo de expulsar a los alemanes al otro lado del Vóljov. El contraataque, aunque fracasara debido en parte a su mala coordinación, supuso que la 12.º división panzer detuviera su avance temporalmente.
Fue durante estas fechas cuando von Leeb se reunió con Hitler para pedirle apoyo del Grupo de Ejércitos Centro en forma de un ataque desde Kalinin hacia Bologoye, empujando hacia el norte, en dirección al flanco derecho del Grupo de Ejércitos Norte. La presión soviética contra Kalinin imposibilitó mandar dicho auxilio. Leeb al menos consiguió permiso para cancelar el asalto a la cabeza de puente de Oranienbaum, situada al oeste de Leningrado, obteniendo así tres divisiones de dicho sector.
La Stavka, ante el avance a Tijvin, ordenó un nuevo contraataque del 4.º Ejército, en el que emplearía dos grupos de choque de dos divisiones cada uno, hacia las cada vez más cercanas fuerzas mecanizadas de Schmidt. Dicho contraataque fue un fracaso, pues los contragolpes alemanes, sumados a su concentración de aviación y artillería, acabaron desbaratándolos. Poco después, aprovechando una helada que permitió el paso de los ríos, los alemanes se lanzaron a la toma de Tijvin el 6 de noviembre. La ciudad fue ocupada en plena tormenta de nieve dos días después. El XXXIX Cuerpo de Schmidt quedaría desde entonces estancado en la ciudad, pasando a la defensiva ante la creciente presión soviética.
El contraataque contra el avance alemán hacia Tijvin fue simultáneo con el lanzado desde el río Neva en dirección a Siniávino, al este de Leningrado, con el objetivo de unir Leningrado de nuevo con las líneas soviéticas. El plan para el corredor de Siniávino involucró al Grupo Operacional Neva y al 55.º Ejército, que asaltaron por el Neva mientras que el 54.º Ejército de Jozin golpeba a los alemanes en su flanco oriental, quedando el XXVIII en medio de la tenaza. Los escasos resultados y la difícil situación en Tijvin obligaron a la Stavka a reorientar el esfuerzo del 54.º Ejército hacia el este, terminando con las esperanzas de levantar el cerco antes del 42. El enfrentamiento supuso que los alemanes relocalizaran cinco divisiones para defender el sector de Siniávino. Los combates en la zona serían continuados al año siguiente en lo que sería la Ofensiva de Siniávino.

### Avance al Ládoga

Plan original alemán simplificado (segunda fase)
• A: Avance planeado hacia Carelia
• B: Avance planeado hacia el Ladoga

Formado por unidades de la 8.ª y 12.ª divisiones panzer y por las 11.ª y 21.ª divisiones de infantería, el kampfgruppe von Boeckmann (otra unidad ad hoc) tenía como objetivo principal la toma de Vóljov y llegar a las orillas del lago Ládoga, cortando la última ruta de aprovisionamiento a Leningrado. Otra misión del grupo sería la defensa del flanco izquierdo del cada vez más estirado eje hacia Tijvin. El Grupo von Boeckmann conseguiría, tras un lento avance, llegar a 14 km de Vóljov antes de quedar totalmente detenido. Forzado por Hitler a mantener el avance, von Leeb reforzó a von Boeckmann con la 254.ª división de infantería y al cada vez más debilitado cuerpo motorizado de Schmidt, estancado en Tijvin, con la 61.ª división. Reforzado, von Boeckmann mantuvo un ataque desde el 28 de octubre que consiguió empujar al este al 4.º Ejército soviético, separándole del 54.º, que se encontraba defendiendo el eje al Ladoga, y alcanzar los arrabales de Vóljov el 8 de noviembre. A pesar de haber sido reforzado después con un kampfgruppe de la 8.ª panzer, el 4º. Ejército consiguió, en un desesperado ataque, bloquear el flanqueo alemán y detener la ofensiva.
La presencia de refuerzos mecanizados en el Grupo von Boeckmann hizo que la Stavka tomara medidas en el sector: cambió al general del 4.º Ejército, Vsévolod Yákovlev, por Kiril Meretskov; reforzó al 54.º Ejército con cinco divisiones de fusileros (una de ellas de guardia) y una brigada de infantería de marina; y ordenó además, que el 54.º detuviera el ataque al oeste, en dirección a Siniávino, para arremeter ahora hacia el este, en dirección a la amenazada Vóljov.
Mientras el 54.º Ejército de Fediúninski se preparaba para golpear a las fuerzas alemanas que avanzaban hacia Vóljov, von Boeckmann recibió otro kampfgruppe formado por elementos de la 8.ª panzer y lanzó además un ataque con la 254.ª división de infantería hacia el noroeste, dirección lago Ládoga, esta vez en la margen occidental del río Vóljov. Este esfuerzo, que fracasó por la rápida intervención de Fediúninski, supuso el último intento de avance alemán en el sector del Vóljov. La relación de fuerzas había cambiado irreversiblemente en favor de los soviéticos y los alemanes se vieron obligados a pasar a la defensiva en todos los sectores.

## Contraofensiva soviética

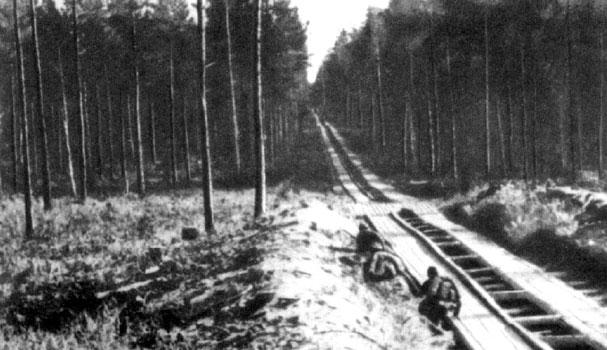
Carretera del frente del Vóljov, cerca del Ladoga. Los numerosos bosques y pantanos de la región hacían que el control de ellas fuera vital.

El brusco descenso de las temperaturas a finales de 1941 fue el preludio del duro invierno que se avecinaba. Este cambio en el tiempo había transformado la situación del frente: las carreteras enlodadas por los efectos de la rasputitsa estaban ahora heladas, devolviendo la movilidad operacional a los ejércitos; los ríos, antes difíciles de vadear, habían quedado congelados, permitiendo a la infantería cruzarlos. A esto habría que añadir el impacto de la inesperada tenacidad soviética, las enórmes pérdidas humanas sufridas y el pobre material de invierno en la moral alemana, que empezaba a flaquear. Aun así, la Wehrmacht seguía insistiendo en su empuje al este. Contradiciendo la forma tradicional que tenía el ejército alemán de desarrollar una operación, el avance a través del Vóljov se había hecho en abanico: el I Cuerpo y el Grupo Boeckmann hacia el norte, en dirección Vóljov; el XXXIX Motorizado de Schmidt al este, en el eje a Tijvin; el XXXVIII de von Chappuis, estirado y sin reservas, cubriendo el flanco derecho de Schmidt entre el lago Ilmen y Budogosh. Esta situación, resultado de los ambiciosos objetivos de la operación, impedía que dichas unidades pudieran ofrecerse apoyo mutuo, dejándolas vulnerables a contraataques. Provisto de mejor material de invierno y con recién llegadas reservas, el Ejército Rojo estaba, en esta nueva situación, preparado para devolver el golpe en forma de un contraataque desde todos los puntos contra el saliente alemán.
El alto mando soviético diseñó un plan consistente en formar una pinza integrada por el 54.º Ejército al norte y el 4.º al este. Unidos en Kírishi, destruirían las unidades germanas de Tijvin y a las tropas de von Boeckmann en Vóljov. Mientras la pinza era ejecutada, el 52.º Ejército y el Grupo Operacional Nóvgorod harían un asalto frontal sobre las fuerzas alemanas de la zona de Málaya Víshera para echarlas al otro lado del río Vóljov, asentando tras ello cabezas de puente soviéticas en la margen izquierda del río.
Debido a limitaciones logísticas y a la escasez de tropas, la operación fue desarrollada de forma progresiva y no simultánea. El 12 de noviembre comenzaron los ataques de Klykov en la zona de Málaya Víshera, el 19 se lanzó el 4.º Ejército de Meretskov contra Tijvin y el 3 de diciembre inició su ataque al oeste del Vóljov el 54.º Ejército de Fediúninski.

### Combates en la cabeza de puente
Tras empezar a padecer la presión de los incesantes ataques soviéticos, el 16 de noviembre von Leeb solicitó al OKH una retirada de Tijvin que permitiera defender mejor el sector. La petición fue rechazada, recalcando su jefe, Halder, la necesidad de mantener la posición. Controlar Tijvin suponía tener anulada la vía ferroviaria con Vóljov, punto desde el que se enviaban los vitales suministros a Leningrado a través del Camino de la Vida.
El flanco derecho del eje alemán hacia Tijvin comenzó a verse sumido en una sucesión de ataques frontales del 52.º Ejército que forzaron el abandono alemán de Málaya Víshera cuando las fuerzas soviéticas tomaron en una infiltración la aldea de Nekrasovo el 18 de noviembre, después de haber realizado varios asaltos frontales contra la 126.ª división. La toma de dicha aldea suponía, por un lado, que Bolshaya Víshera, la población al oeste de Málaya Víshera, quedaba expuesta a ataques soviéticos y, por el otro, que las unidades germanas en Málaya Víshera eran susceptibles de verse atrapadas. La 126.ª se vio obligada a abandonar Málaya Víshera y establecer las defensas en Bolshaya Víshera. El OKH respondió a las penurias de la 126.ª mandando a la 215.ª división de infantería para reforzar la posición. Dicha retirada dejaba ahora a las fuerzas germanas de Grúzino al alcance de los ataques de Klykov, poniendo en peligro la vía a Tijvin.
Fue en ese momento cuando los tres grupos de choque del 4.º Ejército atacaron Tijvin, iniciando un lento avance sobre la nieve y ante una férrea defensa alemana, que alcanzaría las afueras de la ciudad el 7 de diciembre. Al mismo tiempo, tanto al oeste como al sur de Tijvin, se libraban duros combates por rodear la ciudad que estaban poniendo al límite a las fuerzas de la Wehrmacht. Las unidades germanas mantenían precariamente el eje a la ciudad; pero la situación, empeorada por un clima que, literalmente, diezmaba sus fuerzas, se había vuelto desesperada a principios de diciembre: Meretskov había conseguido penetrar la línea de ferrocarril al sur de Tijvin.

#### Batalla de Possad

Situación de los combates entre la División Azul (250.ª división) y la 305.ª de fusileros en la cabeza de puente a finales de noviembre. Al norte de Shevelevo se encontraba la 126.ª división alemana.
⊕: Puestos de socorro

Tras el asalto a la orilla oriental del Vóljov en octubre, la División Azul había conseguido formar una cabeza de puente de unos 5 km y conectarse además con las fuerzas alemanas que avanzaban más al norte, a la altura de Shevelevo. La cabeza de puente española, habiendo quedado estancada desde los duros combates en el frustrado asalto a la posición fortificada de los «Cuarteles», volvió a crecer cuando reemplazó el 8 de noviembre al 30 Regimiento de la 18.ª motorizada en Possad. Dicho regimiento había conseguido avanzar hasta el río Víshera con la idea de dirigirse hacia el río Msta, plan que fue descartado al necesitarse su presencia en el avance a Tijvin. Este relevo suponía ahora que la división española sería la encargada de velar por la seguridad del extremo sur de la cabeza de puente del Vóljov, cubriendo el flanco derecho de la 126.ª división, unidad sumida en la defensa Málaya Víshera.
La situación se había vuelto complicada para los españoles, ya que ahora tenían que defender una posición a la que solo se podía llegar cruzando un camino de 10 km a través de un bosque con fuerte presencia partisana y del Ejército Rojo. La defensa además tendría que hacerse sin apoyo pesado ni aviación, ya que el avance a Tijvin tenía prioridad sobre el resto de sectores. Con la mayor parte de la división defendiendo el Vóljov y el lago Ilmen (que pronto serían transitables sobre el hielo), Agustín Muñoz Grandes, general de la 250.ª, solo podía contar con dos batallones para la defensa de las posiciones entregadas. Se decidió que un batallón defendiera el monasterio de Otensky, situado en pleno bosque, mientras que otro defendería la aldea de Possad, controlando así el cruce de caminos junto al río Víshera.
Cuando se desencadenó la contraofensiva del 52.º Ejército de Klykov el 12 de noviembre, la cabeza de puente de la 250.ª se vio inmersa en una serie de combates contra el Grupo Operacional Nóvgorod soviético. El Grupo Operacional Nóvgorod disponía en el sector de la 305.ª división de fusileros, la 3.ª división de tanques, tres regimientos de infantería y uno de artillería. Ante la presión soviética se decidió abandonar el barrio de Poselok, construir dos blocaos en el camino a Possad para controlar el camino y mandar una compañía de zapadores de refuerzo. La guarnición de Possad pasaría el resto de estancia continuamente hostigada por aviación, artillería y asaltos soviéticos, siendo especialmente crítico el día 7 de diciembre, cuando fue asaltada desde todos los puntos por fuerzas provistas de blindados. Por la tarde conseguirían penetrar las defensas; pero, tras acceder a la aldea, fueron expulsados en un desesperado contraataque español a bayoneta. El deterioro que se estaba produciendo por esas fechas en las defensas alemanas situadas en el flanco izquierdo de la 250.ª acabaron haciendo fútil prolongar la defensa de Possad, recibiendo ese mismo día la orden de abandonar la posición. Aprovechando la oscuridad, esa misma noche se evacuaron Possad y Otensky, retrocediendo organizadamente y sin ser detectados hasta Shevelevo. El 9 de diciembre abandonarían las últimas posiciones de la cabeza de puente. La operación había supuesto a la 250.ª un 30% de bajas en tropas de combate.

### Retirada alemana
Se autoriza al Heersgruppe Nord a retirar los flancos internos de sus 16.º y 18.º ejércitos a la línea del río Vóljov y a la línea ferroviaria que se dirige al noroeste desde la estación de Vóljov. [...] La misión del grupo de ejércitos es defender dicha línea hasta el último hombre, no dar ni un paso atrás, al tiempo que continúa asediando Leningrado.
OKW (Estado Mayor alemán) 
16 de diciembre de 1941

Situación simplificada del frente del Vóljov tras los contraataques. Finales de diciembre.

Ante la imposibilidad de mantener las posiciones en el sector, Wilhelm von Leeb ordenó la retirada durante la noche del 7 de diciembre, horas antes de que Hitler diera su aprobación. Tijvin sería abandonada  el 9 de diciembre, tras un mes de ocupación, librando las fuerzas germanas desesperados combates por no ser destruidas durante su evacuación. Meretskov perseguiría al cuerpo motorizado de Schmidt durante los días siguientes, aunque los alemanes ralentizarían la persecución al establecer una defensa temporal en una zona pantanosa intermedia cerca de Budogosh. Más al sur, la presión de la ofensiva de Klykov terminaría expulsando a los alemanes de Bolshaya Víshera el 16 de diciembre. El 27 de diciembre llegaría finalmente el frente al río Vóljov, suponiendo esto el final de la cabeza de puente.
Mientras tanto, en el sector norte del Vóljov, el 54.º Ejército de Iván Fediúninski había comenzado un lento avance hacia el sur, poniendo en peligro al I Cuerpo alemán, que estaba siendo hostigado también en su flanco derecho por el 4.º Ejército de Meretskov. El I Cuerpo, obligado a abandonar sus posiciones, rehízo su línea a lo largo de la vía de ferrocarril Mga-Kírishi. La guarnición de Kírishi, localidad situada en la margen derecha del Vóljov, soportó los asaltos soviéticos y fue la única posición tomada en la operación que no fue abandonada por la Wehrmacht. El Ejército Rojo pasaría el resto del mes intentando, con escaso éxito, formar cabezas de puente en la margen occidental de Vóljov para preparar el terreno a futuras ofensivas.

## Resultado
El día de Navidad Von Leeb felicitó a su Grupo de Ejércitos por el esfuerzo llevado a cabo en la invasión a la Unión Soviética y por las enormes pérdidas infligidas al Ejército Rojo. Poco después presentaría su dimisión a Hitler y sería sustituido por Georg von Küchler, entonces al mando del 18.º Ejército. Aunque numerosas bajas habían sido infligidas al Ejército Rojo, la realidad era que Leningrado seguía bajo control soviético y que además la Wehrmacht había sido incapaz de cortar las rutas de suministro sobre el lago de Ládoga. La contraofensiva soviética había sido todo un éxito y fue una de las primeras victorias que cosechó Stalin en el otoño del 41. El Grupo de Ejércitos Norte pasaría lo que quedaba de guerra en un segundo plano del frente oriental, no realizando ya más ofensivas y teniendo escasa prioridad a la hora de recibir refuerzos.
Prolongar el asedio suponía también que el ejército alemán no podría contar con las divisiones del sector para otras operaciones. La frustración de Hitler por terminar con el asedio haría que ordenara retirar de Fall Blau, la campaña en el Cáucaso de 1942, al 11.º Ejército de Erich von Manstein con el fin de acelerar la caída de Leningrado. Manstein, que acababa de ser ascendido a mariscal por su éxito en el sitio de Sebastopol, se vería envuelto en un nuevo intento de la Stavka por liberar la ciudad, la ofensiva de Siniávino, que le dejaría incapaz de mejorar la situación en Leningrado.
El frente del Vóljov se estabilizó a lo largo de diciembre; pero sufriría una nueva crisis en enero de 1942, cuando el recién llegado 2.º Ejército de Choque atravesó el Vóljov entre Grúzino y Novgorod en un intento por liberar el cerco de Leningrado que pasaría a ser conocido como la ofensiva de Liubán. La ofensiva acabaría en el embolsamiento y posterior destrucción de dicho ejército, terminando su general, Andréi Vlásov, capturado por los alemanes. Tras la frustrada ofensiva de Liubán, el frente permanecería estable hasta 1944, cuando el Grupo de Ejércitos Norte, ahora bajo el mando de Walter Model, retrocedió al oeste del lago Peipus, tras la línea Panther, abandonando la región ante el colapso de su sistema defensivo.